# 이광자
이광자(1943년 12월 10일~)는 서울에서 태어난 학교법인 정의학원이 운영하는 서울여자대학교 4, 5, 6대 총장이다. 2001년부터 4, 5대 총장을 연임한 데 이어 2009년 1월 8일 이사회에서 임기 4년의 6대 총장으로 선임됐다. 서울복지재단 이사장을 맡고 있다.

## 같이 보기
- 서울여자대학교